# Lac d'Oranke
Le lac d'Oranke est une étendue d'eau fermée située dans le quartier berlinois d’Alt-Hohenschönhausen. Avec l’Obersee (de), il forme le centre autour duquel le quartier résidentiel de Hohenschönhausen (de) s'est développé. Tout comme le Faule See (de), le lac de Malchow (de) ou le Weißer See (de), le lac d'Oranke appartient à une chaîne de lacs glaciaires qui s'étend des hauteurs du plateau de Barnim jusqu'à la vallée sèche de Berlin.

## Histoire du lac et du parc environnant

### Premiers bâtiments et première verdure
Le lac d'Oranke est mentionné la première fois dans un document datant du XIVe siècle. Le développement de la zone autour du lac d'Oranke commença avec le lotissement de 1892, lorsqu'au sud du lac la première colonie de villas du quartier du domaine a été créée. En 1913, le conseil municipal décida de créer un parc public autour du lac. Une fabrique de glace s'installe directement au bord du lac et fournit les restaurants et épiceries d'alentour avec de la glace naturelle sans germes. En 1926, la fabrique de glace vendit l'immeuble avec le lac à la ville de Berlin. Presque en même temps la transformation horticole du terrain du lac a commencé, par exemple un chemin de rive d'environ 1,3 km de long fut créé.

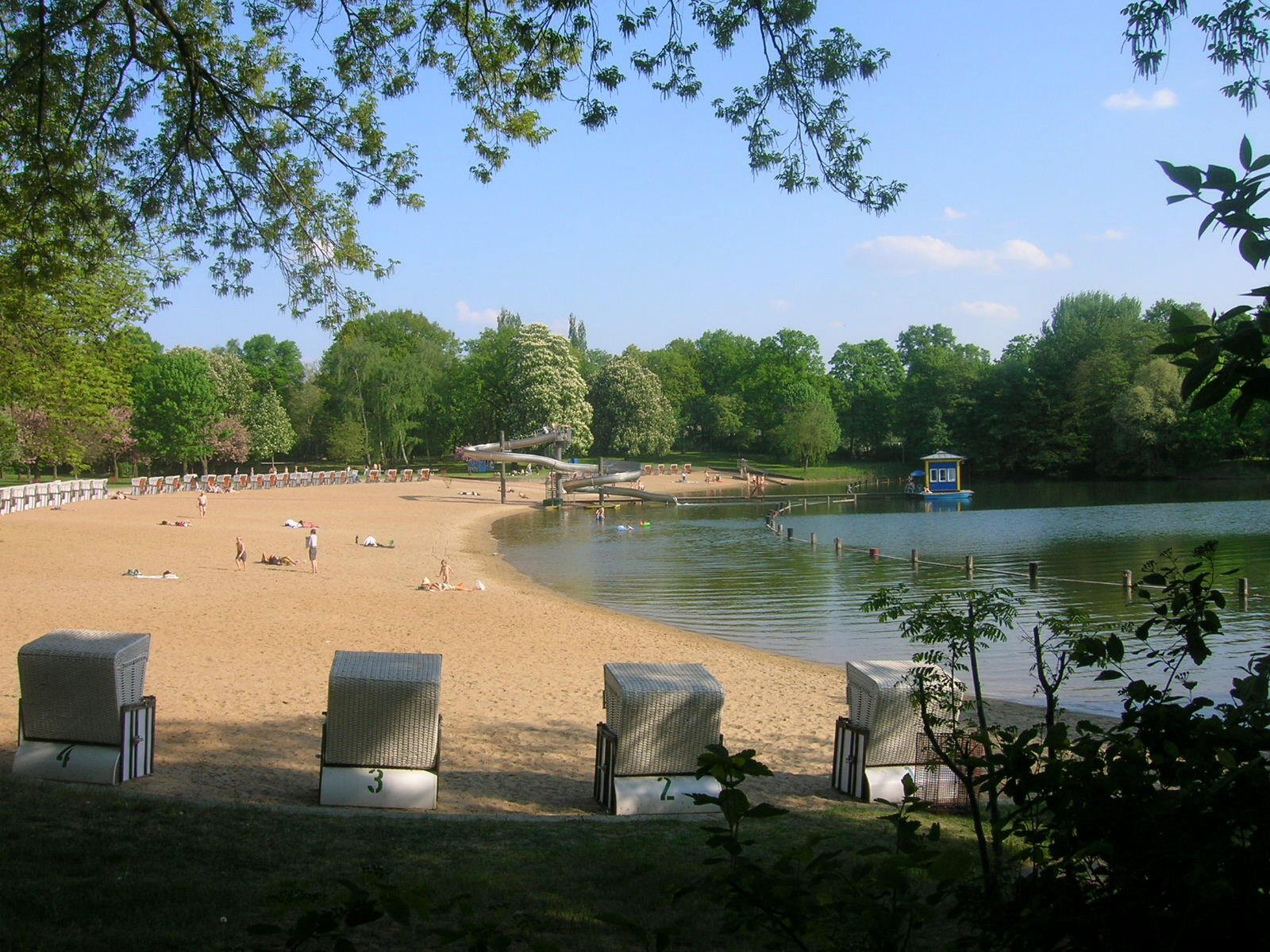
Plage du lac d'Oranke

### Création du restaurant et de la plage
En 1929, le directeur de théâtre Guillaume Heiden-Henry de Weißensee fit construire une plage au bord du lac et en même temps transformer le Brauhaus datant de 1892 en une nouvelle auberge. Pour le Strandbad Orankesee avec une plage de 300 mètres de long on transporta d'Ahlbeck du sable de la mer Baltique. Peu après l'ouverture de la plage, le dimanche 23 juillet 1929, on compta déjà 12.000 visiteurs. Les Terrassen am Orankesee avec une cave à bière, une grande et une petite salle et deux terrasses extérieures purent accueillir 5 000 personnes et furent aussi utilisées pour des concerts ou des danses. L'auberge offrit ses services jusqu'en 1942, ensuite elle fut probablement utilisée par la Wehrmacht. Des bombardements en janvier et juin 1944 ont conduit à la destruction complète de la plage.

### Lac et parc après 1945
Après la fin de la Seconde Guerre mondiale, l'administration militaire soviétique déclara le lac et la zone environnante zone interdite, parce qu'ici se trouvèrent les appartements des commandants soviétiques de l'arrondissement Hohenschönhausen et plus tard de quelques membres de la Stasi. Ce n'est qu'en 1957 que les barrières de sécurité furent enlevées et que la plage rouvrit ses portes. Même les terrasses à lac d'Oranke furent à nouveau accessibles au public, et l'HO prit le rôle de nouveau gestionnaire.
Après la Wende, le petit restaurant appartint à l'ancien arrondissement Hohenschönhausen, mais il fut tenu jusqu'en 1993. Ensuite, l'auberge fut fermée, le terrain dut être vendu, parce que l'ancienne gérance immobilière de HO détenait quelques créances financières. La compagnie T.U.K. Gebr. 1996, le nouveau propriétaire, devrait recevoir un bail à construction de 50 ans, parce qu'elle avait déjà des expériences avec des institutions similaires à Tegel et Rixdorf et elle eut le meilleur concept. Cependant après que le complexe eût brûlé en 1997, les preneurs reculèrent. La société de logements municipaux Gesobau acquit le terrain et les bâtiments fin 1998 pour environ 1.000.000 DEM. La société de logement trouva de nouveaux locataires qui voulurent reconstruire l'auberge historique. Les restes de l'incendie furent déblayés, en juin 2000 les opérateurs inaugurèrent un restaurant provisoire avec une tente, des pavillons et des containers. La reconstruction des Terrassen am Orankesee selon des modèles historiques n'est pas encore faite, le nouveau restaurant est limité au Biergarten ouvert tous les étés, pour lequel il y a maintenant un pavillon octogonal de bois.

## Perspectives auXXIesiècle
En 2006, le Förderverein Obersee & Orankesee e.V. fut fondé pour nettoyer l'Obersee. Dans cette association, ce sont surtout de nombreux résidents qui s'engagent. Entre-temps de plus grands projets sont prévus – les deux lacs doivent être entièrement rénovée et les parcs autour des deux plans d'eau doivent être réaménagés avec la construction d'un petit appontement à Orankesee – le coût est estimé à deux millions d'euros.

## Faune et flore
Le lac d'Oranke est un lac de pêche officielle très poissonneuse. L'Agence d'espaces verts et de protection de l'environnement de Lichtenberg y identifie les espèces suivantes de poisson : Anguille, Bouvière, Brochet, Brème commune, Carassin commune, Carpe commune, Carpe de roseau, Épinoches, Gardon, Goujon, Rotengle, Sandre et Tanche. Le long de la promenade et des sentiers sont plantés de nombreux arbres et arbustes, notamment plusieurs tilleuls en déterminent le caractère. Un érable champêtre sur la rive sud du lac est classé comme un monument naturel.

## Événements
Depuis 1979, les Berliner Seehunde, une division du club sportif SG Bergmann-Borsig, pratique durant les mois d'hiver la natation hivernale dans la piscine en plein air.
En 2007, les entreprises Camp4kids (une camps d'aventure d'été pour les enfants dans la Suisse saxonne) et Kanu-Connection organisent une fête du printemps, appelés Orankecamp ici à la plage du lac. Depuis lors il y eut une récurrence annuelle de l'atelier avec une romantique atmosphère de feu de camp et une foire pour les professionnels extérieurs et les familles. Une course de bateaux en carton et une autre de canoés sont l'attraction des visiteurs pour les petits et les grands.
À l'été 2009, le Oranke Open Triathlon s'établit ici. Cet événement pour les enfants, les jeunes et les adultes y compris des compétitions graduées par âge pour les amateurs : (1) 100 mètres de natation, 2,6 kilomètres de bicyclette et 1,2 kilomètre de course à pied ou (2) 250 mètres de natation, 3,9 kilomètres de bicyclette et 2 kilomètres de course. Un programme supplémentaire pour les visiteurs propose une action d'escalade et un parcours BMX. L'événement est organisé conjointement par les initiatives locales, ainsi que des citoyens et des autorités privées et publiques,.

## Légende de la princesse Oranke

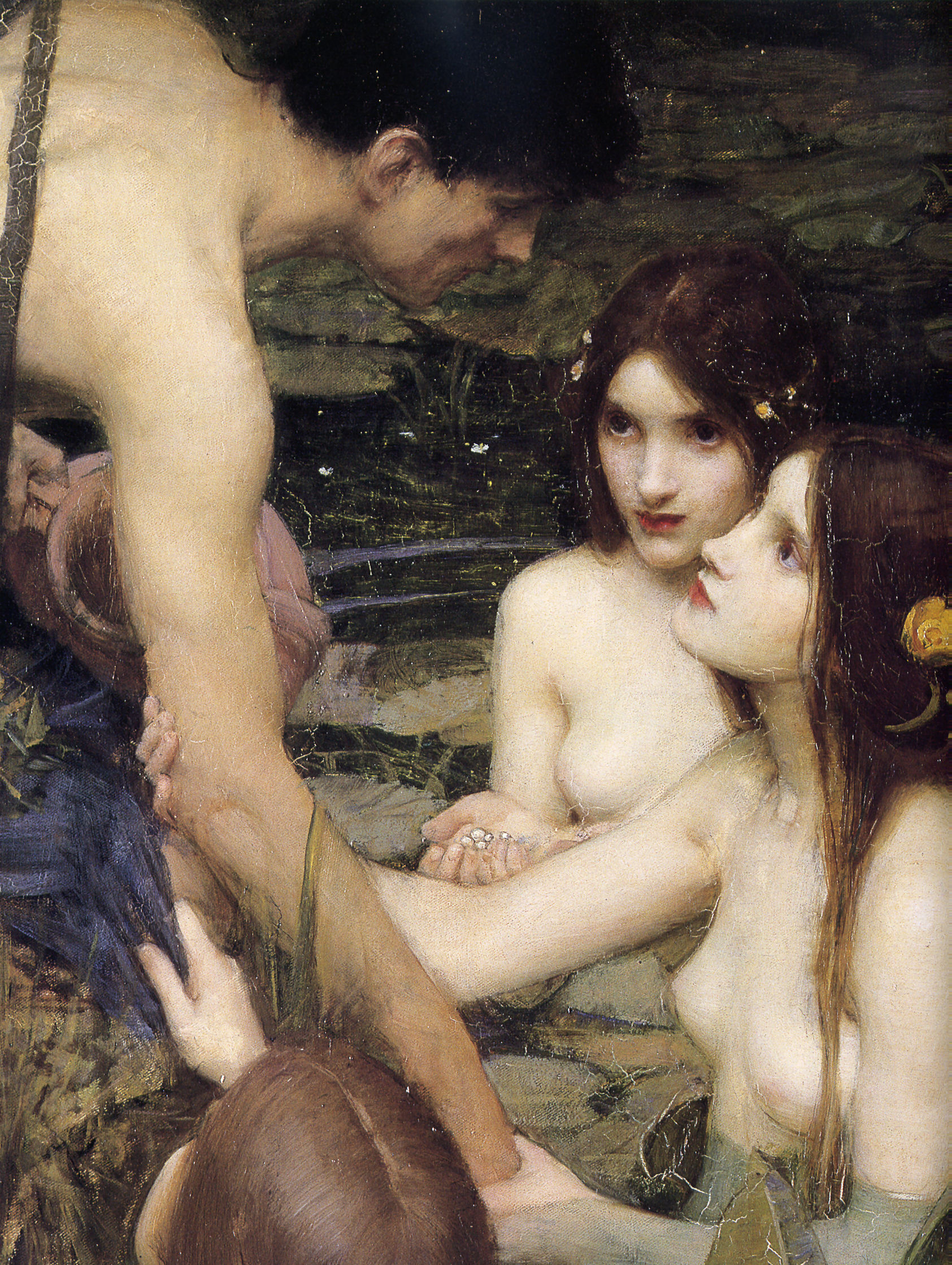
Voyageur entraîné par des créatures des eaux (détail du tableau Hylas et les Nymphes, de John William Waterhouse).

Selon une légende, le nom du lac provient d'une belle princesse norvégienne. Oranke aimait un Viking, mais lui fut infidèle pendant son absence. En punition, elle fut transformée en ondine pour l'éternité. Un petit lac près du village de Hohenschönhausen lui fut attribué pour séjour. Avec les nixes qui y vivaient, elle planta la rive de roseaux et de buissons. Les nuits de pleine lune, les créatures de l'onde remontaient à la surface pour y jouer. Entendant leurs rires, un voyageur solitaire se fraya un chemin à travers les roseaux et aperçut les belles jeunes filles. Le spectacle le charma tant qu'il suivit les nixes dans les profondeurs du lac. Personne ne le revit jamais. Quant à la princesse Oranke, elle continue à apparaître par les nuits de pleine lune pour exercer sa magie. C'est pourquoi, ces nuits-là, tout homme doit se garder d'approcher du lac s'il ne veut pas finir au fond des eaux.